# Melih Akbulut
Melih Akbulut (* 10. April 2006) ist ein österreichischer Fußballspieler.

## Karriere
Akbulut begann seine Karriere beim FC Höchst. Zur Saison 2020/21 kam er in die AKA Vorarlberg, in der er bis 2024 sämtliche Altersstufen durchlief. Zur Saison 2024/25 wechselte er zum Zweitligisten SC Austria Lustenau, bei dem er einen bis 2026 laufenden Vertrag erhielt.
Sein Debüt in der 2. Liga gab er im September 2024, als er am siebten Spieltag jener Saison gegen den SK Sturm Graz II in der 83. Minute für Leo Mikić eingewechselt wurde.